# 唐沢民賢
唐沢 民賢（からさわ みんけん、1937年1月3日 - ）は、日本の俳優、タレント。長野県上伊那郡箕輪町出身。宝井プロジェクト所属。長野県箕輪町ふるさと大使（上伊那郡箕輪町のふるさと大使）。

## 来歴・人物
実家は農家で、長男でもあり後を継ぐ予定だった。しかし上原謙の大ファンでもあり映画好きが高じて俳優を志したが、父親の猛反対を受け勘当されて家出。1955年、東京五反田にあった劇団東芸養成所に入所した。養成所に講師で来ていた小野登に「東映ニューフェイスの試験を受けてみろ」と進言され応募するが落選。小沢茂弘から「助監督で来ないか」と誘われ、そのツテで1956年に東映京都撮影所と契約する。東映時代劇全盛期だったので、東映京都は役者が300人以上いた。ヒロポンを打ちながら撮影に臨む人が多かったと話している。
転機は『間諜』で、スパイ役の演技が評価され岡田茂 (東映) から所長賞と金一封を貰った。岡田はプロデューサーに唐沢を使うよう推薦し、それまでの撮影所契約である大部屋俳優から本社契約と待遇が上がった。本契約は年6本の本編（映画）専属契約でギャラが跳ね上がり、一本立ちして家を建てることが出来たという。
その後も時代劇や東映任侠映画、実録映画などで、脇役・悪役として活躍した。1970年半ばに、汐路章の発案で汐路、唐沢、西田良の3人で「アメーバ芸団どん」を結成し、東映太秦映画村内で即興劇やコントを行った。汐路と唐沢は「ガンバルジャン」というコンビでレコードを出したこともある。1978年にフリーとなった後は、1980年代以降からは活動の拠点を東京に移し、新倉事務所に所属。1990年代後半以降は刑事ドラマ・時代劇などで善人役や老人役を多く演じる。ワイドショーの司会等でも活躍した。
舞台のプロデュースや演出指導の他、遠藤太津朗を中心に結成された「劇団赤かぶ座」代表、「シニア劇団極楽とんぼ」（脚本・演出・代表）を24年努めている（各地で公演173回・2020年（令和2年）7月15日まで）。

## 出演

### 映画
- 日輪太郎（1956年、東映） - 丘さとみの弟役、セリフは「姉上」の一言[1]
- 百万両秘帖 前後篇（1960年、東映） - 田村守男
- 武士道残酷物語（1963年、東映）
- 中仙道のつむじ風（1963年、東映）
- 間諜（1964年、東映） - 吉岡平之亟
- 幕末残酷物語（1964年、東映） - 楠小十郎
- 四畳半物語 娼婦しの（1964年、東映）
- 女犯破戒 (1966年、東映)
- 十一人の侍（1967年、東映）
- 人間魚雷 あゝ回天特別攻撃隊（1968年、東映） - 下河原大尉
- 残酷・異常・虐待物語 元禄女系図（1969年、東映）
- 日本暗殺秘録（1969年、東映）
- 極道釜ヶ崎に帰る（1970年、東映） - 矢田
- 三匹の牝蜂（1970年、東映） - 戸田組 組員
- 温泉こんにゃく芸者（1970年、東映） - 番頭
- 緋牡丹博徒 お命戴きます（1971年、東映） - 茨木与作
- 現代やくざ 血桜三兄弟（1971年、東映） - 芳郎
- まむしの兄弟 傷害恐喝十八犯（1972年、東映） - 執行吏
- やくざ対Gメン 囮（1973年、東映） - 滝川進
- 仁義なき戦い（1973年、東映） - 中村捜査課長
- 激突! 殺人拳（1974年、東映） - 刑務所所長
- 仁義なき戦い 頂上作戦（1974年、東映） - 記者
- 仁義なき戦い 完結篇（1974年、東映） - 神戸泰男
- 脱獄広島殺人囚（1974年、東映） - 医官
- 山口組三代目（1974年、東映） - 井岡
- 暴力金脈（1975年、東映） - 課長
- 極道社長（1975年、東映） - 飯島
- 暴動島根刑務所（1975年、東映） - 伊能元司
- 強盗放火殺人囚（1975年、東映） - 瀬沼満夫
- 県警対組織暴力（1975年、東映） -
- 脱走遊戯（1976年、東映） - 原本
- 実録外伝 大阪電撃作戦（1976年、東映） - 森本幸吉
- バカ政ホラ政トッパ政（1976年、東映） - 堀越
- 新仁義なき戦い 組長最後の日（1976年、東映） - 安田刑事
- やくざ戦争 日本の首領（1977年、東映） - 畠中
- 恐竜・怪鳥の伝説（1977年、東映） - 上村
- 日本の仁義（1977年、東映） - 薮下
- ドーベルマン刑事（1977年、東映） - 竹村マネージャー
- 日本の首領 野望篇（1977年、東映） - 富永
- 柳生一族の陰謀（1978年、東映） - 浪人
- 宇宙からのメッセージ（1978年、東映） - 技師
- 日本の首領 完結篇（1978年、東映） - 小山
- 赤穂城断絶（1978年、東映） - 大石瀬左衛門
- 真田幸村の謀略（1979年、東映） - 前田藩の武者
- 影の軍団 服部半蔵（1980年、東映） - 黒井左衛門
- 徳川一族の崩壊（1980年、東映） - 室賀出羽
- 戒厳令の夜（1980年、東宝）
- オン・ザ・ロード（1982年、松竹） - 提
- 里見八犬伝（1983年、角川春樹事務所 / 東映）
- メロドラマ（1988年、シネ・ロッポニカ） - リーダー
- 江戸城大乱（1991年、東映） - 久世広之
- 超高層ハンティング（1991年、松竹） - 近藤協会会長
- 蘇える金狼（1998年、ギャガ・コミュニケーションズ） - 山田経理部長
- 相棒 -劇場版III- 巨大密室! 特命係 絶海の孤島へ（2014年） - 岩代達也
- 名も無き世界のエンドロール（2021年、エイベックス・ピクチャーズ）

### テレビ作品
- 新選組血風録（1965年、NET / 東映） - 目明し佐吉
- 銭形平次（CX / 東映）
  - 第1話「おぼろ月夜の女」（1966年） - 亥太郎
  - 第23話「闇夜の目」（1966年） - 辰
  - 第28話「名刀の罪」（1966年） - 田島源作
  - 第51話「闇に消えた女」（1967年） - 富松
  - 第75話「お妻あわれ」（1967年） - 伊之吉
  - 第127話「おかめの涙」（1968年） - 忠七
  - 第160話「麝香が匂う」（1969年） - 喜助
  - 第200話「盗賊に賭けた十手」（1970年） - 宗次
  - 第210話「腕白小僧」（1970年） - 池松
  - 第233話「恋文悲願」（1970年） - 下川
  - 第253話「三度笠の男」（1971年） - 己之吉
  - 第268話「指政の死」（1971年） - 指政
  - 第282話「祭りの殺人」（1971年） - 番頭藤吉
  - 第309話「裏切り者」（1972年） - 儀兵ヱ
  - 第335話「おしのが帰って来た」（1972年） - 伊助
  - 第342話「しのび逢い」（1972年） - 豊吉
  - 第355話「地獄を告げる鐘」（1973年） - 嘉助
  - 第377話「歪んだ花芯」（1972年） - 伊与造
  - 第459話「からくり殺人」（1975年） - 源太郎
  - 第542話「平次相合い傘」（1976年） - 巳之吉
  - 第578話「はしりがねの女」（1977年） - 市五郎
  - 第596話「夫婦屋台」（1977年） - 三次
  - 第607話「岡っ引きの女房」（1978年） - 佐吉
  - 第650話「十手無情」（1978年） - 源次
  - 第654話「寄りそう影二つ」（1979年） - 勘助
  - 第697話「三味線慕情」（1979年） - 車坂政五郎
  - 第714話「殺しの舞扇」（1980年） - 銀次
  - 第804話「夫の過去が暴かれた」（1982年） - 儀助
- 新吾十番勝負 第10話「きつね御殿」（1966年、TBS / 松竹テレビ室）- 小田幾之進
- 素浪人 月影兵庫 第2シリーズ（NET / 東映）
  - 第24話「花太鼓が鳴っていた」（1967年）
  - 第78話「吹けば飛ぶよなデブもいた」（1968年）
- 風 第31話「虫けら野郎」（1968年、TBS / 松竹）
- 待っていた用心棒 第13話「祇園に斬る」（1968年、NET / 東映）
- 素浪人 花山大吉（NET / 東映）
  - 第1話「世のなか上には上がいた」（1969年） - 二人連れの男
  - 第12話「親子でカモを探していた」（1969年） - いかさま将棋で騙される男
  - 第28話「腕白小僧はなぜウソついた」（1969年） - 茂助
  - 第83話「鬼が笑って死んでいた」（1970年）
  - 第90話「先輩面して逃げていた」（1970年）
- 水戸黄門（TBS / C.A.L）
  - 第1部
    - 第1話「俺は助さん、お前は格さん -水戸-」（1969年8月4日） - 伝兵ヱ
    - 第16話「命かけるとき -松江-」（1969年11月17日） - 改革派用人

  - 第2部 第20話「喧嘩買います -木曽福島-」（1971年2月8日） - 幸吉
  - 第3部 第11話「恩讐の通し矢 -岡崎-」（1972年2月7日） - 飲み屋の客
  - 第4部 第20話「湖水の女 -十和田-」（1973年6月4日） - 仙三
  - 第5部 第8話「一寸の虫にも五分の魂 -金沢-」（1974年5月20日） - 左京の配下
  - 第6部
    - 第5話「おてもやんの初恋 -熊本-」（1975年4月28日） - 家臣
    - 第14話「弥七二人旅 -津山-」（1975年6月30日） - 香具師
    - 第28話「めぐり逢い -鎌倉-」（1975年10月6日） - 役人

  - 第7部
    - 第6話「武士道無明 -盛岡-」（1976年6月28日） - 藩士
    - 第20話「暴れ姫君 -会津-」（1976年10月4日） - 若松屋の用心棒
    - 第25話「母恋し、父（ちゃん）悲し -高田-」（1976年11月8日） - 高砂屋番頭

  - 第8部 第19話「人情灘の生一本 -兵庫-」（1977年11月21日） - 番頭
  - 第9部
    - 第3話「狐が唄った相馬盆唄 -相馬-」（1978年8月21日） - 間瀬藤十郎
    - 第10話「風雲久保田城 -秋田-」（1978年10月9日） - 騎馬侍
    - 第24話「弟思いの一番勝負 -川越-」（1979年1月15日） - 三山の助手

  - 第10部
    - 第10話「婿入り八丁味噌 -岡崎-」（1979年10月15日） - 徳蔵
    - 第24話「襲われた中馬街道 -韮崎-」（1980年1月28日） - 為八

  - 第20部 第28話「孤剣に秘めた悲願 -松江-」（1991年5月20日） - 村越
  - 第21部
    - 第11話「姫君替玉大作戦 -阿蘇-」（1992年6月15日） - 加納源之助
    - 第26話「鬼が仕組んだ姥捨山 -善光寺-」（1992年9月28日） - 高瀬

  - 第22部 第33話「格さんの親友は脱藩者 -白河-」（1993年12月27日） - 大槻十内
  - 第23部 第11話「陰謀渦巻く加賀百万石 -金沢-」（1994年10月17日） - 島内太兵衛
  - 第24部 第30話「欲望渦巻くお留山 -秋田-」（1996年4月22日） - 田宮主計
  - 第25部 第18話「命を賭けた唐津焼 -唐津-」（1997年4月28日） - 大村忠左衛門
  - 第26部 第14話「僕のじい様は黄門様-宇土-」(1998年5月18日)　- 水前寺屋武右衛門
  - 第34部 第11話「津軽馬鹿塗り 頑固比べ-弘前-」(2005年3月21日)　- 浅香織部
  - 第39部 第9話「猫だけが知っていた -伊万里-」（2008年12月8日） - 宇佐美治兵衛
  - 第40部 第12話「藩主の嫁も楽じゃない -鶴岡-」（2009年10月26日） - 潮崎屋宗次郎
- 新三匹の侍 第10話「決闘三対三」（1970年、CX / 松竹） - 高島徹三郎
- 紅つばめお雪 第13話「みんなで仇討ち」（1970年、NET）
- 大岡越前（TBS / C.A.L）
  - 第1部
    - 第1話「大岡越前」（1970年3月16日） - 職人
    - 第27話 - 第28話「天一坊事件（前編・後編）」（1970年9月14日、21日） - 天一坊の家臣

  - 第2部
    - 第13話「卍組始末記」（1971年8月9日） - 重役
    - 第21話「勇気ある挑戦」（1971年10月4日） - お仙の夫・佐吉

  - 第3部
    - 第6話「狐火の五千両」（1972年7月17日） - 野次馬
    - 第23話「狙われた男」（1972年11月20日） - い組の安

  - 第4部 第17話「友情」（1975年1月27日） - 同心
  - 第5部 第2話「すり替えられた薬」（1978年2月13日） - 嘉助
  - 第14部 第4話「白洲で暴く恨みの謎」（1996年7月8日） - 近江屋
- 遠山の金さん捕物帳（NET / 東映）
  - 第13話「白州で殺された男」（1970年） - 濱屋の若旦那
  - 第14話「罠にかかった女」（1970年） - 質屋の番頭
  - 第19話「地獄を売る男」（1970年） - 弥太
  - 第31話「よみがえらせた女」（1971年） - 要助
  - 第42話「追いつめられた男」（1971年） - 為吉
  - 第124話「水もしたたる男」（1972年） - 花川戸の仙造
  - 第136話「泣きぼくろに惚れた男」（1973年） - 藤七
  - 第160話「畳の上では死ねない男」（1973年）
- 千葉周作 剣道まっしぐら（1971年、TBS）
  - 第14話「生命かけて！」- 坂口兵衛
  - 第30話「火事だ！喧嘩だ！」- 伊庭銀次郎
- 徳川おんな絵巻（KTV / 東映）
  - 第15話「幻の姦通」・第16話「愛と野望と」（1971年）
  - 第44話「復讐の牝豹」・第45話「姿なき殺人」（1971年）
- 二人の素浪人 第5話「女人村の謎」（1972年、CX / 東映） - 弥平
- 忍法かげろう斬り 第16話「生きていた怨霊」（1972年、KTV / 東映）
- 必殺シリーズ（ABC / 松竹）
  - 必殺仕掛人 第10話「命売りますもらいます」（1972年） - 己之吉
  - 必殺仕置人
    - 第2話「牢屋でのこす血のねがい」・第3話「はみだし者に情なし」（1973年） - 高坂多聞
    - 第18話「備えはできたいざ仕置」・第19話「罪も憎んで人憎む」・第23話「無理を通して殺された」（1973年） - 与力

  - 助け人走る
    - 第9話「悲願大勝負」（1973年） - 宗慶
    - 第29話「地獄大搾取」（1974年） - 辰

  - 暗闇仕留人
    - 第8話「儲けて候」（1974年） - 片岡
    - 第16話「間違えて候」（1974年） - 源七

  - 必殺必中仕事屋稼業
    - 第1話「出たとこ勝負」（1975年） - 中山
    - 第9話「からくり勝負」（1975年） - 辰己平九郎
    - 第15話「大当たりで勝負」（1975年） - 永倉左内

  - 必殺仕置屋稼業 第26話「一筆啓上脅迫が見えた」（1975年） - 水村
  - 必殺仕業人 第8話「あんたこの五百両どう思う」（1976年） - 脇田真八郎
  - 必殺からくり人 第3話「賭けるなら女房をどうぞ」（1976年） - 会田
  - 必殺からくり人・血風編
    - 第4話「大奥の天下に挑む紅い声」（1976年） - 影
    - 第9話「小判が眼をむく紅い闇」（1976年） - 伊助

  - 新・必殺仕置人
    - 第5話「王手無用」（1977年） - 旗本 小出
    - 第22話「奸計無用」（1977年） - 金八
    - 第32話「阿呆無用」（1977年） - 源吉
    - 第41話「解散無用」（1977年） - 道八

  - 新・必殺からくり人 第7話「東海道五十三次殺し旅 荒井」（1977年） -  仙次
  - 江戸プロフェッショナル・必殺商売人（1978年）
    - 第5話「空桶で唄う女の怨みうた」 - 浜田
    - 第17話「仕掛けの罠に仕掛けする」 - 剣持軍兵衛
    - 第23話「他人の不幸で荒稼ぎ」 - 与力
    - 第24話「罠にはまって泣く主水」（1978年） - 与力
    - 第26話「毒牙に噛まれた商売人」（1978年） - 与力

  - 必殺からくり人・富嶽百景殺し旅 第10話「隅田川関谷の里」（1978年） - 杉田昭之助
  - 翔べ! 必殺うらごろし
    - 第7話「赤い雪を降らせる怨みの泣き声」（1979年） - 森
    - 第23話「悪用した催眠術! 先生勝てるか」（1979年） - 源造

  - 必殺仕事人（1979年 - 1981年） - 与力 伊沢（第4〜21、23〜25、27、28話）※準レギュラー
  - 必殺仕事人III 第17話「上役の期待を裏切ったのは主水」（1983年） - 虎造
  - 必殺仕事人IV 第27話「主水 未知と遭遇する」（1984年） - 若年寄
  - 必殺仕事人V 第26話「主水、下町の玉三郎と出会う」（1985年） - 田村郷八
  - 必殺仕事人V・激闘編 第6話「加代、丸坊主になる」（1985年） - 隆顕
  - 必殺仕事人V・風雲竜虎編 第8話「殺しの的は影太郎」（1987年） - 佐久間
  - 必殺スペシャル・新春 せんりつ誘拐される、主水どうする? 江戸政界の黒幕と対決!純金のカラクリ座敷（1992年） - 宍戸大介
- 女・その愛のシリーズ 第4話「瀧の白糸」（1973年、NET / 東映） - 裁判員
- おしどり右京捕物車（1974年、ABC / 松竹） - 同心北村（第1〜3話）
- 江戸を斬る（TBS / C.A.L）
  - 江戸を斬る 梓右近隠密帳
    - 第15話「笹野権三 誉れの仇討ち」（1974年） - 門弟
    - 第25話「反乱前夜」（1974年） - 徳島藩士

  - 江戸を斬るII
    - 第20話「娘目明し」（1976年） - 男
    - 第28話「天保の夜明(後編)」（1976年） - 役人

  - 江戸を斬るV
    - 第8話 「おゆきに似てた娘掏摸」（1981年） - 常吉
    - 第13話 「金公お京の夫婦旅」（1980年） - 徳兵衛

  - 江戸を斬るVI
    - 第4話 「殺し針・連続殺人事件」（1980年） - 堪吉
    - 第17話 「蜆を売ってた若殿様」（1980年） - 寅五郎

  - 江戸を斬るVIII 第25話「復讐剣が闇を裂く」（1994年） - 八幡屋
- 唖侍 鬼一法眼 第20話「影を追う花」（1974年、NTV / 勝プロ）
- ご存じ金さん捕物帳 第5話「汚れた千両箱」（1974年、NET / 東映）
- 遠山の金さん 杉良太郎版（NET/東映）
  - 第１シリーズ
    - 第12話「その十手を探せ!!」（1975年）
    - 第32話「逢びきは三途の川で」（1975年）
    - 第39話「松風聴いた母子草」（1976年）
    - 第52話「明日を知らない女」（1976年）
    - 第59話「友情」（1976年）
    - 第81話「お京・合掌！」（1977年）

  - 第２シリーズ
    - 第9話「秩父数え唄ひとつとせ」(1979年)  - 新庄弥八郎
    - 第20話「姉弟ふたり」(1979年)  - 梅林壮七
    - 第29話「若君誘拐」(1979年)  - 梅林壮七
    - 第30話「怨みをはらす紅化粧」(1979年)  - 梅林壮七
- 影同心 第13話「乙女が哭いた殺し節」（1975年、MBS / 東映） - 長次
- 影同心II（MBS / 東映）
  - 第18話「身代りの報酬」（1976年）
  - 第22話「一殺多生の影の肌」（1976年） - どん亀
- お耳役秘帳（1976年、KTV / 歌舞伎座テレビ）
  - 第5話「俺は天下のお耳役」 - 役人
  - 第10話「くの一けもの宿」 - 伊佐山久蔵
- 桃太郎侍
  - （NTV / 東映版）
    - 第17話「非情十手と人情豆腐」（1977年） - 同心
    - 第35話「鬼がひしめく青梅宿」（1977年） - 岩瀬源八郎
    - 第80話「罪つくりな遺言」（1978年） - 十六夜の新八
    - 第100話「江戸に灯りの戻る夜」（1978年） - 石田源内
    - 第133話「千代田の濠に咲く友情」（1979年） - 淡路屋
    - 第211話「バクチが教えた商人根性」（1980年） - 中盆
    - 第231話「お伊勢参りは御難旅」（1981年） - 中西主膳

  - （テレビ朝日版）「狙われた将軍の首 帰って来た桃太郎、小田原－江戸－日光で怒りの鬼退治!」（1992年）
- 特捜最前線（ANB / 東映）
  - 第19話「亜矢子・十七才の哀歌」（1977年）
  - 第195話「殺人メロディーを聴く犬!」（1981年）
  - 第376話「警官汚職地図!」（1984年）
- 大江戸捜査網（12ch → TX / 三船プロ → ヴァンフィル）
  - 第304話「裏切りの殺人計画」（1977年） - 与助
  - 第487話「罠に落ちた女ねずみ」（1981年） - 半蔵
  - 第576話「悪徳おんな市場・不倫の罠」（1982年） - 伊勢屋徳蔵
  - 第604話「絶唱! 涙に濡れた女郎花」（1983年） - 幻の喜平（徳田屋）
  - 第627話「俺は殺せない! 涙の雪化粧」（1983年） - 倉田大膳
  - 新大江戸捜査網 第14話「浮草慕情おんな節」（1984年7月7日） - 弥平
- 柳生一族の陰謀（KTV / 東映）
  - 第13話「南海の女狐」（1978年） - 白波屋彦右衛門
  - 第33話「黒猫の恐怖」（1979年） - 三宅徳之進
- 暴れん坊将軍シリーズ（ANB / 東映）
  - 吉宗評判記 暴れん坊将軍
    - 第6話「天晴れ! いも侍」（1978年） - 同心
    - 第10話「花開く目安箱」（1978年） - 荻生田左内
    - 第17話「恋とおとぼけ地蔵」（1978年5月6日） - 同心
    - 第31話「御狩場から消えた女」（1978年） - 与力
    - 第36話「天を欺く泣きぼくろ」（1978年） - 大倉屋喜兵衛
    - 第45話「寿限無寿限無のニセ小判」（1978年） - 太田勘太夫
    - 第63話「一六勝負に散った花」（1979年） - 仙造
    - 第78話「天下を狩る男」（1980年） - 津崎勘太夫
    - 第101話「八百万石を担ぐ男」（1980年） - 鈴木勇介
    - 第110話「立て!江戸の若者たち」（1980年） - 市蔵
    - 第126話「二万両で売った恋」（1980年） - 相良伊予守
    - 第137話「江戸育ち女棟梁」（1980年） - 神先備前守
    - 第146話「ああ! 成敗涙あり」（1981年） - 藤島
    - 第153話「男が火花を散らすとき」（1981年） - 堀田内膳正

  - 暴れん坊将軍II
    - 第49話「血涙! 享保の巌窟王」（1984年） - 松平昌国
    - 第59話「日本一のゴマすり茶坊主」（1984年） - 須藤軍十郎
    - 第117話「戦慄! 湯の里の美少女」（1985年） - 堀田十内
    - 第128話「祭り囃子が刺客を招く!」（1985年） - 本多忠輝
    - 第153話「あかりが欲しい！恋の辻占」（1986年） - 片桐伊十郎
    - 第173話「謀叛人の娘」（1986年） - 春日井備前守
    - 第188話「俺がまことの吉宗だ!」（1987年） - 松下兵四郎

  - 暴れん坊将軍III
    - 第9話「炎に消えた女囚!」（1988年） - 石出帯刀
    - 第27話「罠にかかった女」（1988年） - 上総屋重兵衛
    - 第48話「恋も思案のおてんば剣法」（1989年） - 柴山利兵衛
    - 第66話「孫兵ヱは浪花のお大尽さま!?」（1989年） - 坂巻兵部
    - 第91話「地獄を見たかオウムちゃん」（1989年） - 関口九太夫
    - 第123話「愛の漁火、九十九里に消えて」（1990年） - 植村土佐守

  - 暴れん坊将軍IV
    - 第7話「もう一つの十手御用」（1991年） - 尾関達之進
    - 第42話「女賞金稼ぎ子連れ旅!」（1992年） - 矢沢伝右衛門
    - 第66話「めおと三味線上州しぐれ!」（1992年） - 小倉惣兵衛

  - 暴れん坊将軍V
    - 第13話「子連れ巡礼の逆襲」（1993年） - 波岡長門守俊典
    - 第20話「悪人志願の娘」（1993年） - 坂崎竜之進

  - 暴れん坊将軍VI
    - 第3話「若殿新さんいじめられる!」（1994年） - 雨宮出羽守
    - 第27話「炎上! 大奥の恋」（1995年） - 菱田屋銀左衛門
- 赤穂浪士（1979年、ANB / 東映） - 早水藤左衛門
- 長七郎天下ご免!（ANB / 東映）
  - 第6話「天晴れ! へぼ同心初手柄」（1979年） - 北村
  - 第22話「錆びた十手が輝いた!」（1980年） - 立花修理亮
  - 第35話「おかめが達磨に貰い泣き」（1980年） - 木村
  - 第68話「返上!偽りの上意討ち」（1981年） - 大垣
  - 第113話「春風、旅立ち、別れ雲」（1982年） - 井手隼人
- 影の軍団シリーズ（KTV / 東映）
  - 服部半蔵・影の軍団 第19話「吸血! 女の館」（1980年） - 佐々木
  - 影の軍団III 第3話「忍びの虫は掃除虫」（1982年） - 小原市之進
- 斬り捨て御免! 第1シリーズ 第2話「炎と燃える三十六番所の灯・後編」（1980年、東京12チャンネル / 歌舞伎座テレビ） - 松右衛門
- 土曜ワイド劇場
  - 京都殺人案内・亡き妻に捧げる犯人（1981年1月24日、ABC / 松竹） - 米倉警部
  - 京都茶道家元殺人事件　首つり、カプセル、中継…三重トリックの謎（1989年10月14日、ANB / 東映） - 刑事課長
  - 高橋英樹の船長シリーズ11 狙われた密会航路（1999年）
  - 刑事殺し1（2007年） - 熊谷宗一郎
  - 鉄道捜査官12・伊勢鉄道、引き返せない単線列車からの脱出トリック!（2011年）
- ザ・ハングマン（ABC / 松竹芸能）
  - ザ・ハングマン 第46話「熱血スッポン刑事」（1981年） - 捜査課の刑事
  - ザ・ハングマンII 第23話「女帝と社長の色と欲 ニセ秘宝展をあばけ」（1982年） - 山室商事社長・山室
- 同心暁蘭之介 第41話「姫の命 五千両」（1982年、CX / 杉友プロ）
- 源九郎旅日記 葵の暴れん坊 第28話「怒れ! いごっそう土佐鯨」（1982年、テレビ朝日）- 宇野太兵衛
- 花王 愛の劇場 / 挽歌（1982年、TBS）
  - 第2シリーズ 第26話「湖の対決! トミー死の円月殺法」（1982年、TBS / 大映テレビ） - 佐久間
- 右門捕物帖  第3話「伝六と女祈祷師」（1982年、NTV、ユニオン映画）
- 遠山の金さん 高橋英樹版（ANB / 東映）
  - 第1シリーズ
    - 第21話「母の告白! 二十年の秘密」
    - 第106話「女はつらいよ! タンカバイのお初一代」（1984年）- 専八
    - 第126話「闇の女元締・唐獅子のお駒!」（1985年）

  - 第2シリーズ 第3話「真珠の女・青い海が泣いてます!」（1985年）- 横田将監
- 松平右近事件帳 第29話「試し撃ち」（1982年、NTV / ユニオン映画） - 戸田十郎
- 新・松平右近 第12話「無縁坂に消えた男」（1983年、NTV / ユニオン映画） - 正五郎
- 西部警察 PART-III（ANB / 石原プロ）
  - 第9話「白銀に消えた超合金X! -福島・前篇-」・第10話「雪の会津山岳決戦! -福島・後篇-」（1983年） - 東都工大事務局員
  - 第49話「京都・幻の女殺人事件 -京都篇-」（1984年）
- 大河ドラマ (NHK) 
  - 徳川家康（1983年） - 後藤又兵衛
  - 独眼竜政宗（1987年） - 施薬院全宗
  - 琉球の風（1993年）
  - 西郷どん 第13回「変わらない友」（2012年） - 指物商主人
- 火曜サスペンス劇場（NTV）
  - 松本清張の坂道の家（1983年、松竹） - 渡辺監察医
  - 森村誠一の途中下車（1990年、日本映像）
  - 救急指定病院2（1994年） - 角田総務部長
  - おかしな夫婦2（1996年、東映） - 丸山刑事
  - 監察医・室生亜季子29 不完全な心中（2001年、東映） - 佐々木教授
  - 弁護士・朝日岳之助18（2003年、国際放映）
  - 女検事・霞夕子20（2003年） - 西村先生
- 暴れ九庵 第5話「神の心子知らず」（1984年、KTV / 東宝） - 鳴海屋嘉平
- 宮本武蔵（1985年、NHK）
- 長七郎江戸日記（NTV / ユニオン映画）
  - 第1シリーズ
    - 第11話「風流浮世絵崩し」（1983年） - 上月頼母
    - 第34話「佐渡に輝く星一つ」（1984年） - 桑田甚兵衛
    - 第84話「父ちゃんが帰った日」（1986年） - 立花大膳
    - 第88話「宅兵衛に娘がいた」（1986年） - 黒木角之進
    - SP6「風雲!旗本奴と町奴」（1986年4月1日） - 唐犬権兵衛
    - 第116話「天狗におびえる街」（1986年） - 甲州屋市兵衛

  - 第2シリーズ
    - 第11話「命を売る男」（1988年） - 栗山
    - 第36話「友吉、愛に死す」（1988年） - 笹木
    - 第61話「長寿のご利益」（1989年） - 仙助

  - 第3シリーズ
    - 第5話「葵小僧推参!」（1990年） - 島田岳膳
    - 第14話「雪に舞うわらべ唄」（1991年） - 小宮山武助
    - 第21話「罠に掛った長七郎」（1991年） - 二階堂外記
- 松本清張サスペンス・隠花の飾り / 百円硬貨（1986年6月、KTV / 松竹）
- 誇りの報酬 第21話「護送車が襲われた」（1986年、NTV / 東宝）
- 若大将天下ご免!（1987年、ANB / 東映）
  - 第3話「命の担保は千葉道場!」 - 岩切外記
  - 第40話「旅立ちに風はやさしく」 - 高野長英
- 三匹が斬る! シリーズ（ANB / 東映）
  - 三匹が斬る! 第15話「信玄の亡霊見たか おしゃれ鳥」（1988年） - 奉公人
  - 続・三匹が斬る! 第2話「雇われの、三日亭主で剣難女難!」（1988年） - 加幡
  - 続続・三匹が斬る! 第4話「壺が割れ、正体見えた逃亡者」（1990年）- 今井平蔵
- 京都サスペンス / 京都の祭りに人が死ぬ・鞍馬の火祭（1988年10月、KTV / 東映） - 警察署長
- 隠密・奥の細道（TX / G・カンパニー）
  - 第3話「那須野に揺れるかさね草」（1988年）
  - 第23話「敦賀に舞った母恋鳥」（1989年）
- TBS大型時代劇スペシャル（TBS / 東映）
  - 太閤記（1987年）
  - 織田信長（1989年）
  - 坂本龍馬（1989年）
- 鬼平犯科帳 第1シリーズ 第5話「血闘」（1989年、CX / 松竹） - 堀場陣内
- ゴリラ・警視庁捜査第8班 第28話「ある少女の疑惑 行方不明の兄を追う妹」（1989年、ANB / 石原プロ）
- 眠狂四郎 恋しぐれ円月殺法! 将軍家、若君乱心の謎を斬る!（1989年6月22日、ANB）
- お江戸捕物日記 照姫七変化 第1話「暴れん坊姫の謎」（1990年、CX / 東映）
- 代表取締役刑事 第2話「終着駅」（1990年、ANB / 石原プロ） - 吉沢医師
- 八百八町夢日記（NTV / ユニオン映画）
  - 第1シリーズ 第17話「父は強かった」（1990年） - 間部の用人
  - 第2シリーズ 第5話「男泣き、別れ町」（1991年） - 江川小太夫
  - 第2シリーズ 第21話「裏入学をあばけ!」（1992年） - 利助
- 想い出にかわるまで（1990年、TBS） - 小料理屋の主人
- 次郎長三国志（1991年、TX / 松竹） - 役人
- あばれ八州御用旅 第2シリーズ 第19話「過去を捨てた逃亡者」（1991年、TX / ユニオン映画）
- 四匹の用心棒 (4) かかし半兵衛ひとり旅（1992年、ANB / 東映） - 土屋蔵人
- 運命峠 (1993年、CX)
- 半七捕物帳 第12話「艶姿 隼小僧参上」（1993年、NTV / ユニオン映画） - 浜造
- 名奉行 遠山の金さん（ANB / 東映）
  - 第2シリーズ 第16話「仮面の女盗賊 半平を狙う」（1989年） - 堀之政
  - 第3シリーズ 第11話「密入国のジャパユキさん」（1990年） - 渡海屋伊右衛門
  - 第5シリーズ
    - 第1話「桜吹雪が泣いた!」（1993年） - 伊勢屋久左衛門
    - 第27話「富くじ千両大からくり」（1993年） - 米吉

  - 第6シリーズ 第23話「大陰謀!紫頭巾の女」（1995年） - 黒田主膳
  - 第7シリーズ 第3話「白い花の恐怖 悪徳医師の陰謀」（1995年） - 唐島吉次郎
- 江戸の用心棒 第1シリーズ 第4話「金貸し婆の最期の一両」（1994年、NTV / ユニオン映画） - 佐々木
- 放送記者物語（1995年、NHK）
- 新・半七捕物帳 第17話「張子の虎」（1997年、NHK総合） - 紅葉屋
- ナニワ金融道（CX）
  - パート3（1998年1月5日） - 奉行町公証役場 公証人
  - パート5（2000年9月25日） - 赤貝信託銀行難波支店長
- 隠密奉行朝比奈 第1シリーズ 第7話「出雲松江、灼熱地獄タタラ」（1998年、CX / 東映） - 榎源内
- 御家人斬九郎 第4シリーズ 第5話「罠には罠を」（1999年、CX / 映像京都） - 斎藤家家臣
- はるちゃん4（2000年、THK / 国際放映）
- 金曜エンタテイメント
  - 「お気らく主婦の大冒険3」（2000年） - 神沢信夫
- 新・愛の嵐（2002年、THK / 泉放送制作） ‐ 副島薫平
- 女と愛とミステリー 「小早川警視正シリーズ2」（2003年） - 尾乃木十吾
- 子連れ狼 第3部 第9話「決戦前夜! 女柳生の必殺剣」（2004年、EX） - 弥平
- はみだし刑事情熱系 最終章（2004年、EX / 東映）
- 相棒シリーズ（ANB）
  - Season4 スタートスペシャル「閣下の城」（2004年） - 安岡喜一郎弁護士
  - Season7 第8話「レベル4 前篇」（2008年） - 桂小次郎所長
  - Season16 第20話 最終回「容疑者六人〜アンユージュアル・サスペクツ」（2018年） - 外科医師
- 月曜ミステリー劇場（TBS)、
  - 「税務調査官・窓際太郎の事件簿13」（2005年） - 戸田勇三
- 花嫁とパパ（2007年、CX）
- CHANGE（2008年5月、CX） - 代議士
- その男、副署長〜京都河原町署事件ファイル〜 第2シリーズ 第9話「京都殺人交差点…偽りの目撃証言の罠!!」（2008年、EX / 東映） - 橋口要之助
- ゴッドハンド輝 第4話（2009年5月2日、TBS） - 手術の見学者 役
- 仮面ライダーW 第2話「Wの検索 / 街を泣かせるもの」（2009年9月、EX） - 富豪の男
- 日曜ナイトドラマ / 女帝 薫子（2010年5月、EX） - クラブの客
- 絶対泣かないと決めた日〜緊急スペシャル〜（2010年7月2日、CX）
- GM〜踊れドクター（2010年） - 米倉儀助
- プレミアム8 / トライ・エイジ 第1回「島家三代の物語」（2011年1月、NHK BShi）
- JIN-仁- 完結編（2011年5月1日、TBS） - 町奉行
- 京都地検の女 第7シリーズ 第4話（2011年8月11日、EX） - 店主
- 全開ガール（2011年、CX） - 鮫島忠義
- ラストマネー -愛の値段- 最終話（2011年10月25日、NHK） - 酒造会社の男
- カエルの王女さま 第2話（2012年、CX）
- 福家警部補の挨拶（2014年、CX） - 曽根卓夫
- 天誅〜闇の仕置人〜 第7話（2014年3月7日、CX） - 水田
- 東京スカーレット〜警視庁NS係 第1話（2014年、TBS）
- 東京特許許可局 第8話（2014年、NHK-Eテレ）
- 匿名探偵 第2シリーズ 第2話「探偵と信じがたい女」（2014年、ANB） - 大原会長
- HEAT（2015年） - 川西泰蔵
- 金曜プレミアム 赤い霊柩車シリーズ 第36作「惻隠の誤算」（2016年3月25日、CX） - 宮司
- キャリア〜掟破りの警察署長〜（2016年、CX） - 小暮忠臣
- モンローが死んだ日（2019年、NHK BSプレミアム） - 原島富士雄
- 木曜ドラマ 緊急取調室 第3シリーズ 第3話「私が騙しました」（2019年、ANB）
- 浮世の画家（2019年3月30日、NHK）
- コンフィデンスマンJP 運勢編（2019年5月18日、フジテレビ）
- やすらぎの刻〜道（2020年、EX）

### オリジナルビデオ
- パチプロ探偵7（ナナ）（1997年、ジーダス）
- 首領への道11（2000年、GPミュージアム） - 光デパート専務 篠崎
- 極道の紋章2・3・4（2007年・2008年、GPミュージアム） - 川谷組最高顧問 佐久間二郎

### ドキュメンタリー
- 経済ドキュメンタリードラマ ルビコンの決断（2010年5月、TX） - JR東日本社長
- 未解決事件File.05「実録 ロッキード事件」（2016年7月23日、NHKスペシャル）

### 演劇
- 樅の木は残った・四谷怪談「松井誠」（明治座）
- 三人の石松・ちゃんばら行進曲・新吾十番勝負・天童よしみ公演（新歌舞伎座）
- 女の居場所（明治座）（全国巡演）
- リチャード三世（グローブ座）
- 「赤かぶ座公演」守銭奴・狙われた島・妻恋行・兵卒田中・父帰る・浮標・高瀬舟・レンタル婆さん・私の職業は泥棒です・紙風船・ほか多数各地で公演
- 「劇団・極楽とんぼ公演（公演脚本・演出）」花のお江戸のモーレツ婆さん・医者ほど素敵な商売はない・修善寺物語・女国定忠治旅日記・生きていればこそ・天使たちの遊戯・霜月の詩・憎しみの果て・松尾芭蕉伊賀の旅・浮かれ女房VS綾小路亀麻呂・鈴なり屋事件帳・赤鼻の親分・三匹の婆さん・翔べ平成の元気婆さん・与作の悪夢・笑う門にはお福来る・ぼうふら男の浮き沈み・ほか多数各地で公演

### バラエティ
- クイズ!脳ベルSHOW（2018年10月1日、BSフジ）
- 痛快TV スカッとジャパン（2019年8月12日、2020年1月13日、フジテレビ）※ショートドラマ部分の出演

### ゲーム
- GENJI -神威奏乱-（2006年） - 鬼一法眼 ※声の出演

### その他
- 昭和の不思議101 2021年夏の男祭号「悪役一代」第2弾（2021年6月） - インタビュー
- 埼玉縣富士見市鶴瀬コミュニティーセンター（2021年⒒月18日）「民賢の読み語り・大草原を追われて」「チャンバラ教室」－劇団極楽とんぼ公演